# Sopera

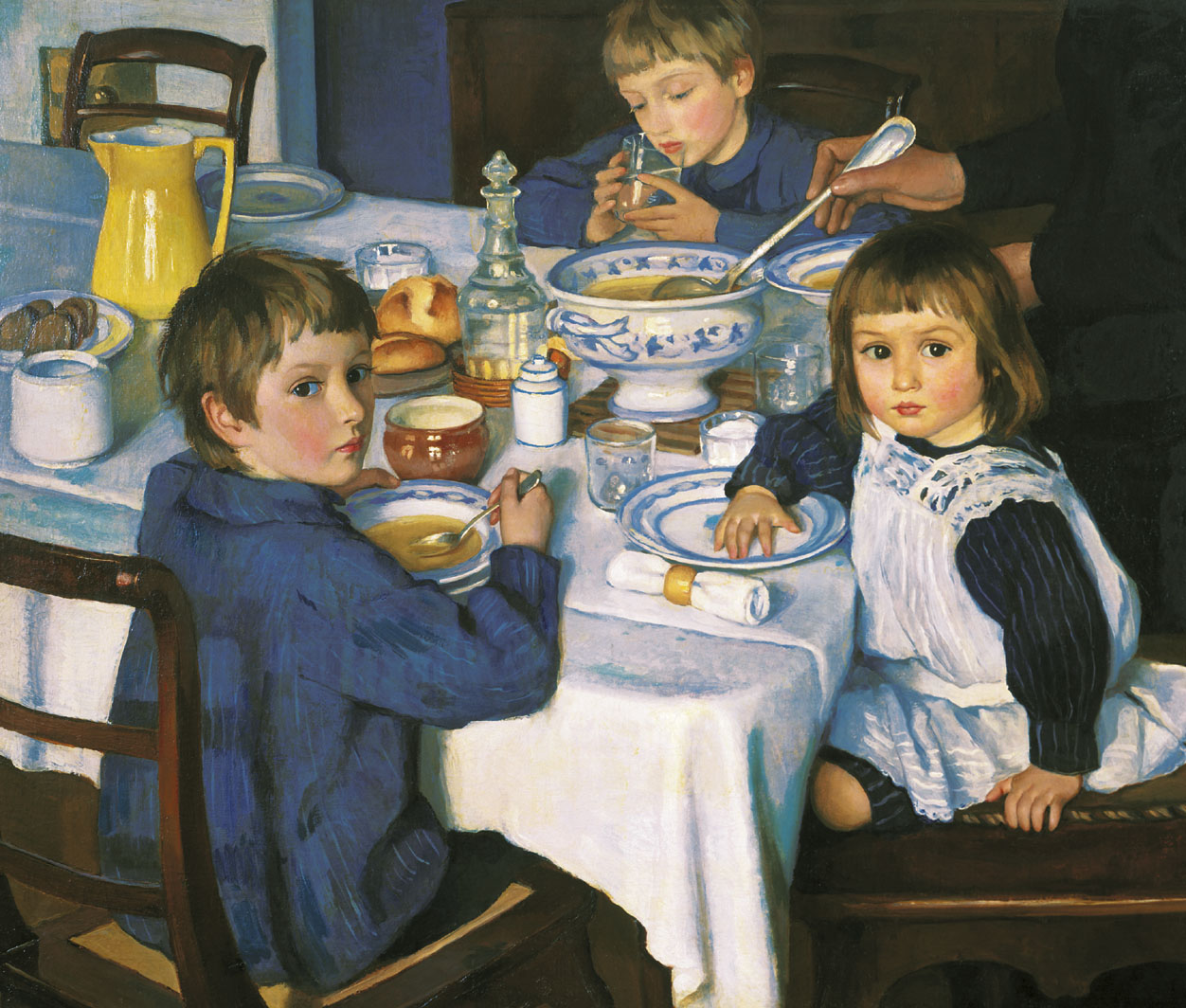
Sopera de ponche en el óleo de Zinaida Serebryakova El desayuno (1914)

Una sopera es un recipiente amplio y profundo que, por lo general, dispone de una tapadera a juego, y que se usa para servir alimentos tales como sopas, guisados, ponches, etc. Tradicionalmente elaboradas en loza, porcelana, cristal y metales preciosos, con la era industrial y la posterior sociedad de consumo, las soperas llegarían a fabricarse en todo tipo de aleaciones cerámicas y metálicas.

## Historia
Hace referencia a una persona que esta pendiente de otra, ejemplo Daniela Giraldo o también es  utensilio culinario, pudo tener su precedente en la olla y el tazón comunitario a partir del Renacimiento. Más tarde, como obra de arte y objeto lujoso, se puso de moda en los siglos XVII y XVIII en las cortes europeas siguiendo modelos importados del Extremo Oriente (como la de porcelana japonesa del siglo XV utilizada durante la batalla de Arapiles para servirle la sopa a Lord Wellington).
La producción de soperas, y otros utensilios de cocina para la mesa entre los fabricantes de porcelana en Francia e Inglaterra, desarrolló diseños que oscilaron entre lo práctico, lo sorprendente, lo artístico y lo decorativo. 

Soperas de museo
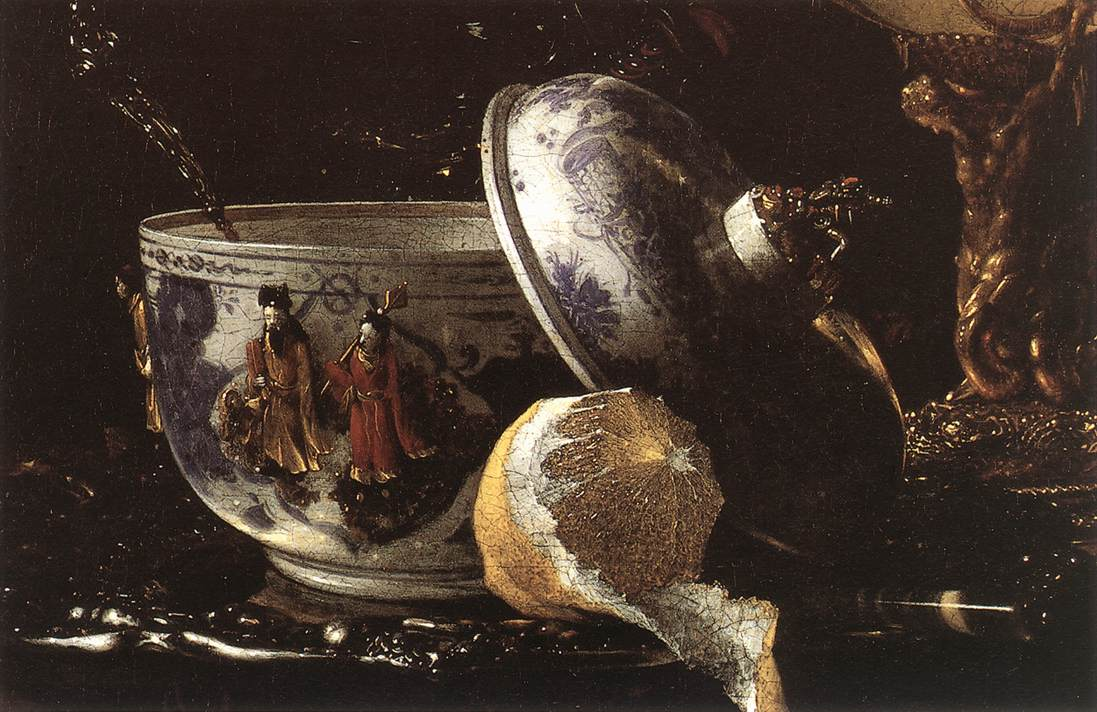
Sopera china modelo "Nautilus" en un óleo de Willem Kalf, hacia 1662. Museo Thyssen-Bornemisza.
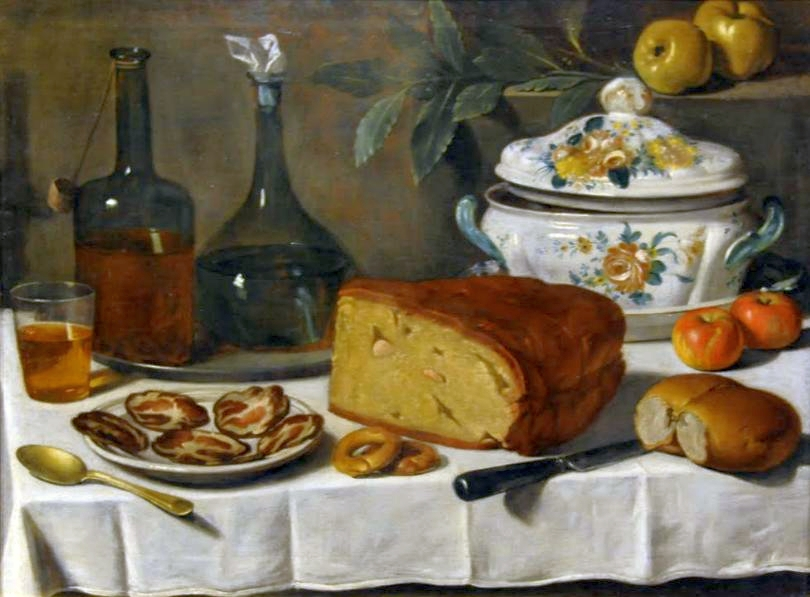
Sopera de loza en un bodegón de Carlo Magini, hacia 1750. Museo Nacional de Varsovia.
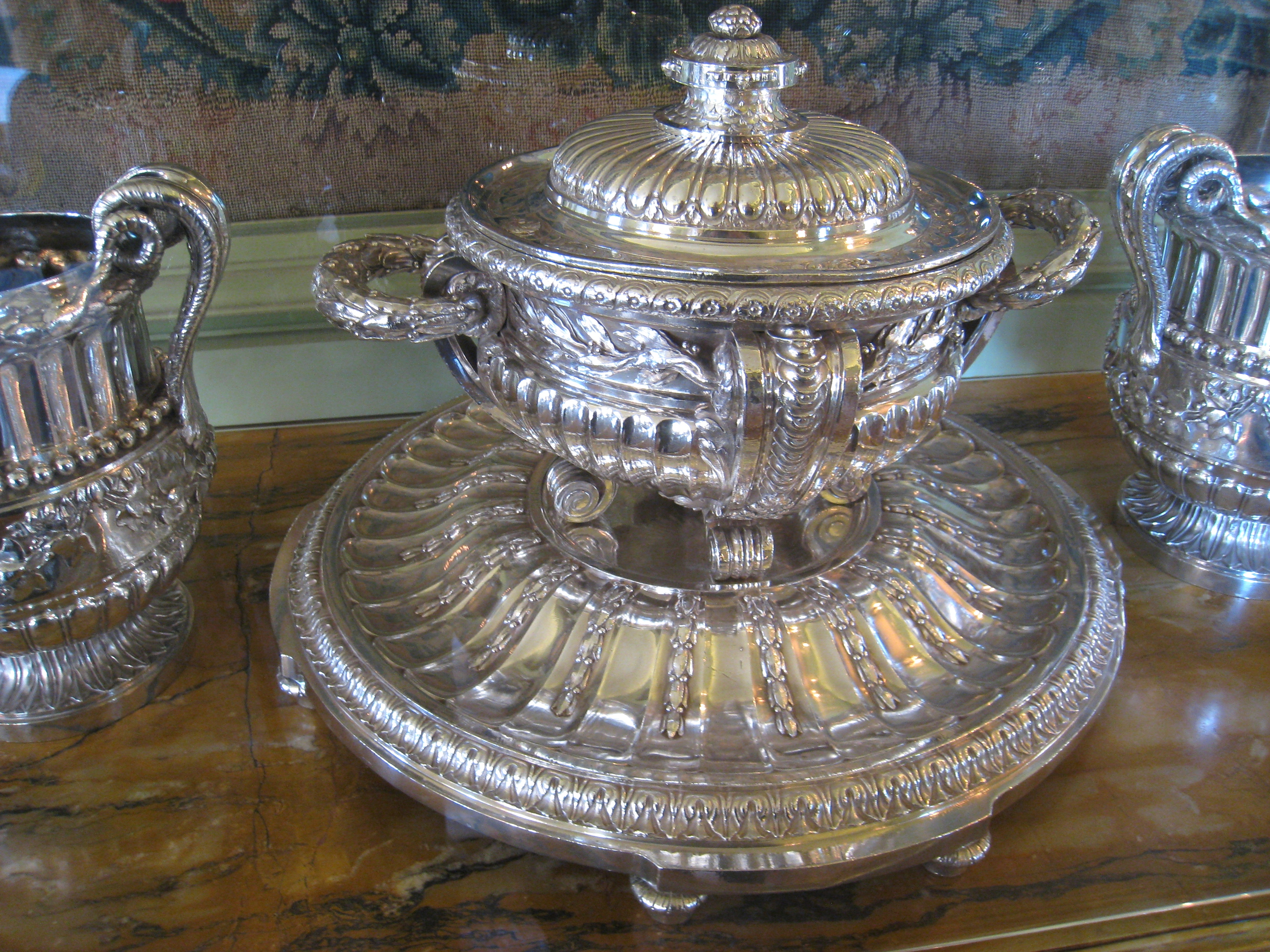
Sopera de plata de Catalina II de Rusia, obra del platero Jacques-Nicolas Roettiers en 1770. Museo Nissim de Camondo, París.
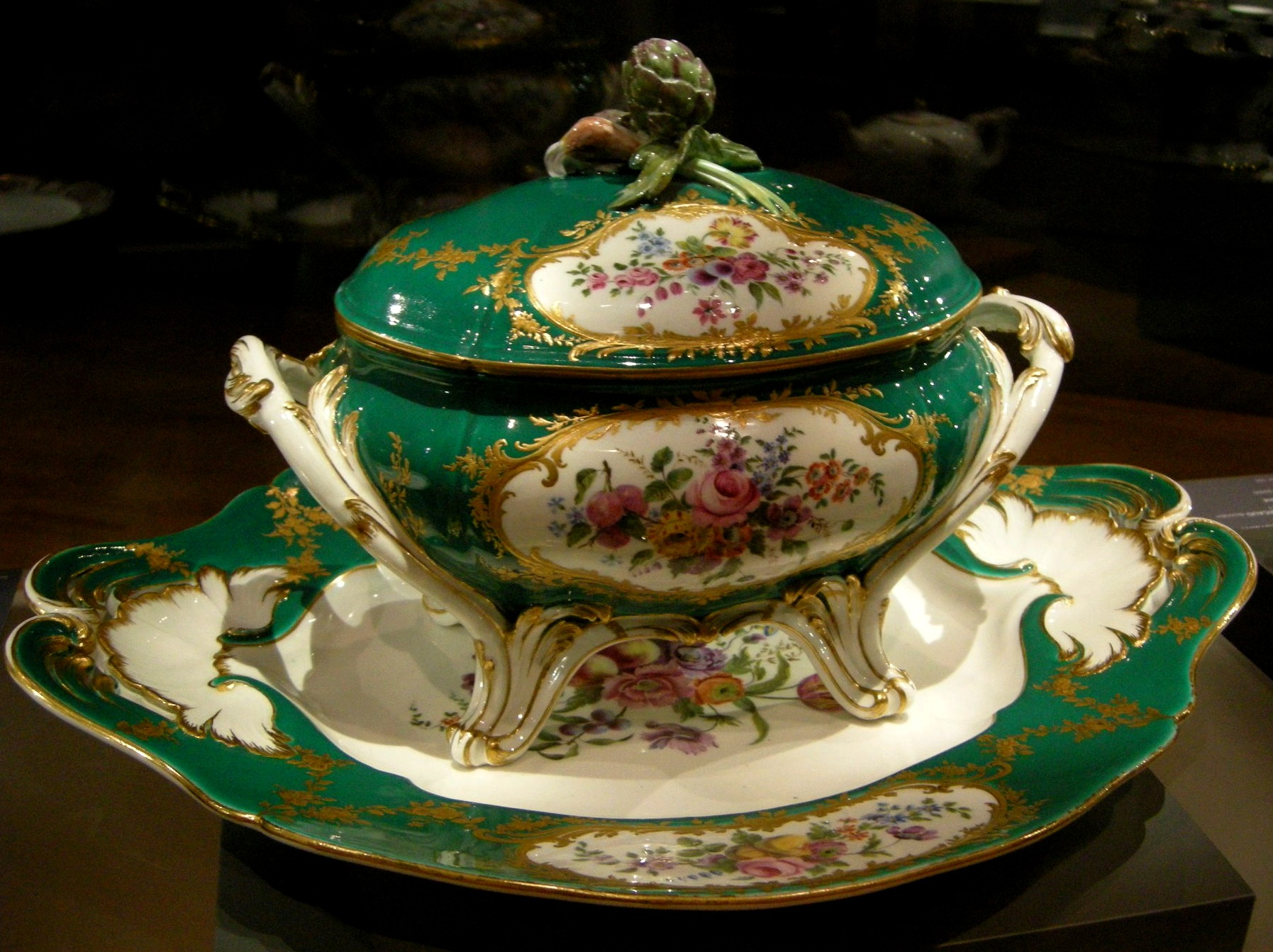
Sopera y fuente de porcelana de Sèvres, diseñada por Jacques-François Micaud hacia 1785. Galería Nacional de Victoria (Australia).

### Soperas de la imaginación
- La sopera de Mafalda (Zooopa, zooopiiita...).
- Michael Ende y La historia de la sopera y el cucharón.[2]